# Charles Philippe Lafont
Charles Philippe Lafont (ur. 1 grudnia 1781 w Paryżu, zm. 23 sierpnia 1839 niedaleko Tarbes) – francuski skrzypek i kompozytor.

## Życiorys
Gry na skrzypcach uczył się od matki i wuja. W wieku 11 lat odbył wraz z wujem podróż koncertową po Niemczech. Później pobierał naukę w Paryżu u Rodolphe’a Kreutzera i Pierre’a Rodego. W młodości występował jako śpiewak. W 1801 roku rozpoczął podróże koncertowe po Europie, odwiedził Belgię, Niemcy, Holandię i Anglię, w latach 1808–1814 był natomiast nadwornym solistą cara Aleksandra I w Petersburgu. W 1815 roku wrócił do Paryża i został nadwornym skrzypkiem króla Ludwika XVIII. W 1816 roku wystąpił obok Niccolò Paganiniego w mediolańskiej La Scali. Koncertował wspólnie z takimi artystami jak Friedrich Kalkbrenner, Ignaz Moscheles, George Alexander Osborne i Henri Herz. Zginął w katastrofie dyliżansu podczas podróży koncertowej na południe Francji.
Należał do najwybitniejszych francuskich skrzypków XIX wieku. Jego twórczość kompozytorska ma znaczenie drugorzędne. Skomponował m.in. operę La Rivalité villageoise (1799), 7 koncertów skrzypcowych, prawie 200 romansów na głos solowy i fortepian.